# Percy Williams
Percy Alfred Williams (Vancouver,19 de maio de 1908 — Vancouver, 29 de novembro de 1982) foi um atleta canadense, bicampeão olímpico das provas de velocidade nos Jogos Olímpicos de Amsterdã, em 1928.
Menino franzino que aos quinze anos teve febre reumática e foi aconselhado  a se manter longe de exercícios por ter um coração fraco, pesando apenas 57 quilos em seus dias de apogeu como competidor, Percy surpreendeu a muitos, incluindo a si próprio, quando venceu as provas classificatórias canadenses dos 100 m - que ele corria pela primeira vez e igualou o recorde olímpico, 10s6 - e 200 m rasos para os Jogos de Amsterdam, aos 20 anos de idade. Nos Jogos, ele facilmente classificou-se para a final dos 100 m e venceu com folga a prova, conquistando sua primeira medalha de ouro. Poucos dias depois, reprisou a vitória e ganhou mais um ouro nos 200m rasos. Ao voltar para casa, foi recebido nas ruas por milhares de compatriotas, como a primeira super estrela olímpica do Canadá, que havia acabado com o domínio dos Estados Unidos nestas provas.
Nos anos seguintes, mostrou que sua vitória não havia sido um acidente, conquistando o ouro nos 100m rasos dos então primeiros Jogos do Império Britânico, hoje Jogos da Comunidade Britânica, e quebrando o recorde mundial em 1930, 10s3, tempo que lhe daria a medalha de ouro na prova das quatro olimpíadas seguintes.
Uma distensão muscular interrompeu seus sucessos e a partir daí ele nunca voltou à forma antiga. Nos Jogos de Los Angeles em 1932 ele foi eliminado nas quartas-de-final dos 100 m e ficou em quarto com o revezamento canadense nos 4X100 m. Percy então abandonou a carreira e virou vendedor de seguros. Em 1977 foi agraciado com a Ordem do Canadá.
Percy viveu com a mãe até a morte dela, em 1977. Depois disso, viveu sozinho lutando contra fortes crises de artrite, até cometer suicídio em novembro de 1982.